# St. Johannes (Ingolstadt)

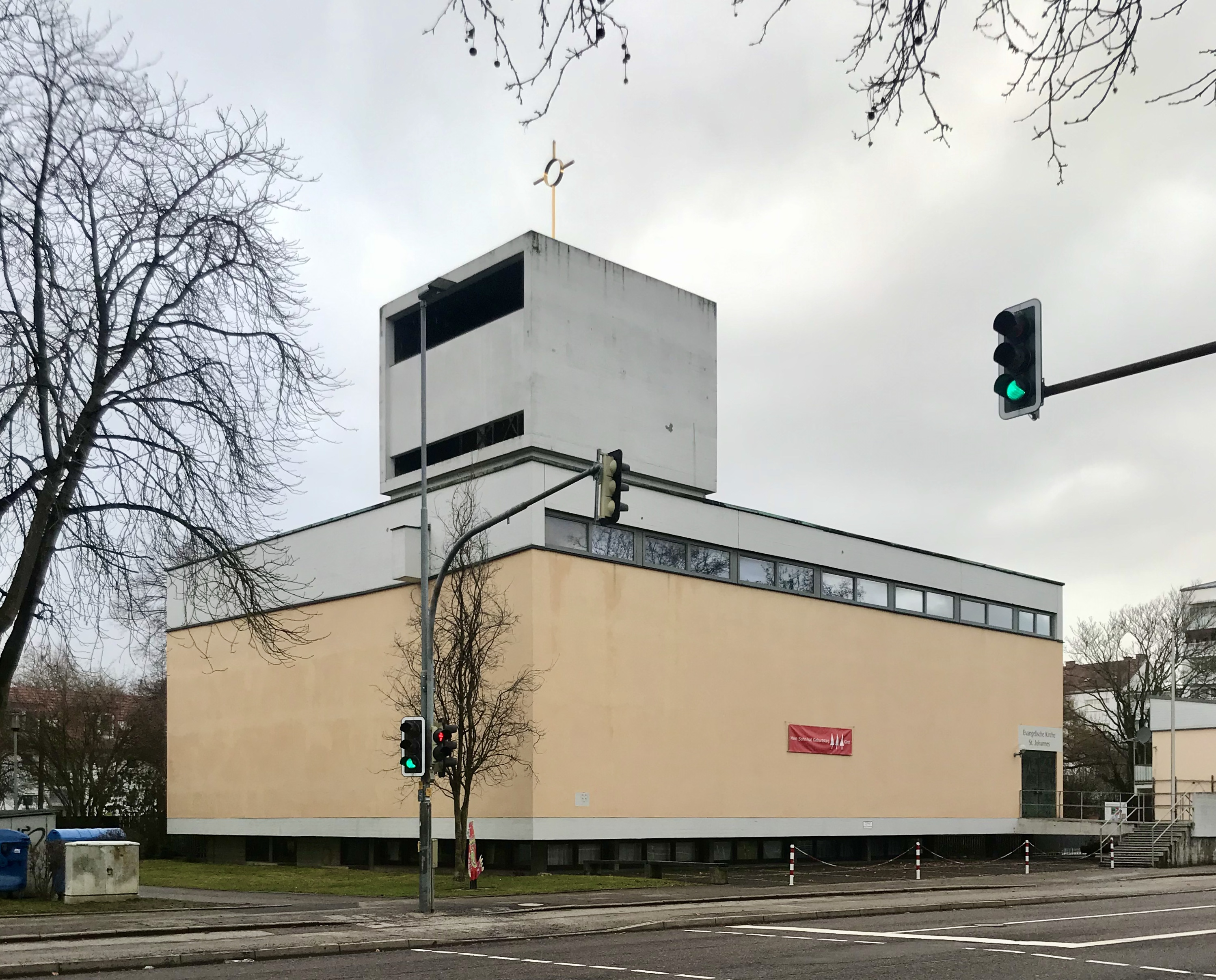
Ingolstadt, St. Johannes

Die St.-Johannes-Kirche in Ingolstadt ist ein evangelischer Sakralbau. Der Nachkriegsbau ist im Stile des Brutalismus im Jahr 1964 nach Plänen des gebürtigen Ingolstädter Architekten Theodor Steinhauser errichtet.

## Lage
Die Kirche befindet sich in der Ettinger Straße 47 im Nordwesten von Ingolstadt.

## Geschichte und Architektur
Die Johanneskirche ist ein kubischer und geschlossener Baukörper. Dieser Kubus scheint, auf Grund des Oberlichtsbands für das Untergeschoss, auf der Erdoberfläche zu schweben. Ein Fensterband belichtet den sakralen Innenraum mit Tageslicht. Der Pfarrhof liegt auf einem niedrigeren Niveau von der bestehenden Ettinger Straße und wird über eine großzügige Treppenanlage erreicht. Die Glocken wurden von Karl Czudnochowsky in Erding gegossen. Diese Glocken werden von einem in Sichtbeton gehaltenen Block geschützt. Die Orgel mit 19 Registern, verteilt auf zwei Manuale und Pedal, wurde 1984 von der Firma Deininger & Renner erbaut.